# Filippo Fiorelli
Filippo Fiorelli (ur. 19 listopada 1994 w Palermo) – włoski kolarz szosowy.

## Osiągnięcia
Opracowano na podstawie:

2015
- 3. miejsce w GP Capodarco

2016
- 1. miejsce na 2. etapie Dookoła Bułgarii

2019
- 1. miejsce w Tour of Albania
  - 1. miejsce w klasyfikacji punktowej
  - 1. miejsce na 4. etapie

2021
- 1. miejsce w Trofej Poreč
- 2. miejsce w GP Adria Mobil
- 2. miejsce w International Rhodes Grand Prix

2022
- 1. miejsce na 1. etapie Sibiu Cycling Tour

## Rankingi
| Rok             | 2015 | 2016  | 2017  | 2018 | 2019  | 2020 | 2021 | 2022 | 2023 | 2024 |
| --------------- | ---- | ----- | ----- | ---- | ----- | ---- | ---- | ---- | ---- | ---- |
| World Ranking   |      | 1572. | 2609. | -    | 1127. | 693. | 249. | 201. | 233. | 470. |
| UCI Europe Tour | 616. | 1060. | 1735. | -    | 798.  | 557. | 212. | 164. | -    | -    |
|                 |      |       |       |      |       |      |      |      |      |      |
| Źródło: UCI     |      |       |       |      |       |      |      |      |      |      |